# Isotetrasilan
Isotetrasilan ist eine chemische Verbindung aus der Gruppe der Silane.

## Gewinnung und Darstellung
Isotetrasilan wird im Gemisch mit zahlreichen anderen Silanen bei der Zersetzung von Magesiumsilicid mit wässriger Säure erhalten. Eine andere Herstellungsmethode nutzt die Einwirkung elektrischer Entladungen auf Monosilan (SiH4). Das erhaltene Siangemisch wird dann gaschromatografisch aufgetrennt.  Die Isomerisierung von n-Tetrasilan zu Isotetrasilan gelingt in Gegenwart von Aluminiumchlorid. Die Verbindung kann auch durch Hydrierung des Perchlorisotetrasilans, ClSi(SiCl3)3, mit Diisobutylaluminiumhydrid (DIBAL-H) hergestellt werden.

## Eigenschaften
Isotetrasilan ist eine farblose Flüssigkeit, die sich an der Luft spontan entzündet. Synthese und Handhabung dieser Verbindung muss daher unter Argon oder Stickstoff in einer Glovebox oder mittels Schlenktechnik erfolgen. Die Verbindung kristallisiert bei −99,4 °C in der monoklinen Raumgruppe P21/c (Raumgruppen-Nr. 14).

## Verwendung
Isotetrasilan ist kommerziell verfügbar. Dies erleichtert die Verwendung der Verbindung als Präkursor zur Abscheidung von Siliciumschichten aus flüssigen Siliciumtinten. Mögliche Anwendungen dieser Siliciumtinten in der Halbleiterindustrie werden intensiv untersucht.